# Joel McIver
Joel McIver (Paddington, 10 febbraio 1971) è un critico musicale, giornalista e scrittore britannico.

## Biografia
Joel McIver studiò alla Backwell School prima ed alla University of Edinburgh poi.
Il suo libro più noto è Justice For All: The Truth About Metallica, pubblicato nel 2004 e tradotto in 9 differenti lingue. La versione italiana fu tradotta da Giuseppe Marano e pubblicata nel dicembre 2010 dalla Arcana editrice con il titolo Justice for all. La verità sui Metallica. Altre biografie di McIver riguardano band come Black Sabbath, Slayer, Ice Cube e Queens of the Stone Age ed i suoi libri sono stati tradotti in più di 30 lingue. È stato poi collaboratore di riviste come  The Guardian, Metal Hammer, Classic Rock e Rolling Stone ed è spesso ospite nei programmi della BBC e di televisioni commerciali.
Una formula spesso adottata da McIver è quella del co-autorato alle autobiografie di musicisti rock, inaugurata nel 2011 con le memorie di Glenn Hughes dei Deep Purple, a cui seguirono  tra le altre quella di Max Cavalera (Sepultura, Soulfly, Cavalera Conspiracy), di David Ellefson dei Megadeth e di Woody Woodmansey, batterista di David Bowie.
Nella prefazione al libro del 2009 All Pens Blazing di Neil Daniels, lo scrittore Martin Popoff descrive McIver, non senza un tocco di esagerazione, come "probably the top [rock] scribe in the world", mentre la rivista Classic Rock lo descrive come l'autore britannico di hard rock e metal più prolifico.

## Opere pubblicate
- Extreme Metal (foreword by Jeffrey Dunn of Venom, 2000)
- Slipknot: Unmasked (2001)
- Nu-Metal: The Next Generation Of Rock And Punk (foreword by Casey Chaos of Amen, 2002)
- Ice Cube: Attitude (2002)
- Erykah Badu: The First Lady Of Neo-Soul (2003)
- Justice For All: The Truth About Metallica (foreword by Thomas Gabriel Fischer of Celtic Frost and Triptykon, 2004)
- Extreme Metal II (foreword by Mille Petrozza of Kreator, 2005)
- No One Knows: The Queens Of The Stone Age Story (foreword by Kat Bjelland of Babes in Toyland, 2005)
- The Making Of The Red Hot Chili Peppers' Blood Sugar Sex Magik (2005)
- The Making Of The Sex Pistols' The Great Rock'n'Roll Swindle (2006)
- Sabbath Bloody Sabbath (2006)
- The Bloody Reign Of Slayer (foreword by the members of Municipal Waste, 2008)
- The 100 Greatest Metal Guitarists (foreword by Glen Benton of Deicide, 2009)
- Unleashed: The Story Of Tool (2009)
- To Live Is To Die: The Life And Death Of Metallica's Cliff Burton (foreword by Kirk Hammett of Metallica, 2009; updated with afterword by Frank Bello of Anthrax, 2016)
- Holy Rock'N'Rollers: The Kings Of Leon Story (2010)
- Crazy Train: The High Life And Tragic Death Of Randy Rhoads (foreword by Zakk Wylde of Black Label Society, afterword by Yngwie Malmsteen, 2011)
- Overkill: The Untold Story Of Motorhead (foreword by Glenn Hughes, 2011)
- Machine Head: Inside The Machine (foreword by Chris Kontos, formerly of Machine Head, 2012)
- Ultimate Rock Riffs (foreword by Robb Flynn of Machine Head, 2013)
- Know Your Enemy: Rage Against The Machine (2014)
- Sinister Urge: The Life And Times Of Rob Zombie (foreword by Jeremy Wagner of Broken Hope, 2015)
- The Complete History Of Black Sabbath: What Evil Lurks (foreword by Robb Flynn of Machine Head, 2016)